# Красноставська сільська рада (Лугинський район)
Красноставська сільська рада (до 1932 року — Воняйківська сільська рада) — колишня адміністративно-територіальна одиниця та орган місцевого самоврядування у Лугинському й Олевському районах Коростенської і Волинської округ, Київської й Житомирської областей Української РСР та України з адміністративним центром у с. Красностав.

## Населені пункти
Сільській раді були підпорядковані населені пункти:
- с. Красностав
- с. Теснівка

## Населення
Кількість населення ради, станом на 1923 рік, становила 1 503 особи, кількість дворів — 310.
Кількість населення сільської ради, станом на 1924 рік, становила 1 626 осіб.
Відповідно до результатів перепису населення СРСР, кількість населення ради, станом на 12 січня 1989 року, становила 685 осіб.
Станом на 5 грудня 2001 року, відповідно до перепису населення України, кількість мешканців сільської ради становила 540 осіб.

## Склад ради
Рада складалася з 12 депутатів та голови.

### Керівний склад сільської ради
| ПІБ                       | Основні відомості                                                 | Дата обрання | Дата звільнення |
| ------------------------- | ----------------------------------------------------------------- | ------------ | --------------- |
| Лук'янчук Сергій Петрович | Сільський голова, 1960 року народження, освіта, безпартійний      | 26.03.2006   | 31.10.2010      |
| Лук'янчук Сергій Петрович | Сільський голова, 1971 року народження, освіта вища, безпартійний | 31.10.2010   |                 |

Примітка: таблиця складена за даними джерела

## Історія
Створена 1923 року, з назвою Воняйківська сільська рада, в складі сіл Березовий Груд, Воняйки (згодом — Красностав) і Теснівка Лугинської волості Коростенського повіту Волинської губернії. 8 вересня 1925 року в с. Березовий Груд утворено окрему, Березово-Грудську сільську раду Лугинського району Коростенської округи. Станом на 17 грудня 1926 року в підпорядкуванні значилися хутори Довге, Заволоччя, Крамениця, Криниці, Лісничівка, Мочулянка, Овсяни та Соврання, котрі, на 1 жовтня 1941 року, не перебували на обліку населених пунктів. Від 1932 року — Красноставська сільська рада.
Станом на 1 вересня 1946 року та 1 січня 1972 року сільська рада входила до складу Лугинського району Житомирської області, на обліку в раді перебували села Красностав і Теснівка.
Припинила існування 30 грудня 2016 року через об'єднання до складу Лугинської селищної територіальної громади Лугинського району Житомирської області.
Входила до складу Лугинського (7.03.1923 р., 8.12.1966 р.) та Олевського (30.12.1962 р.) районів.